# Australiska öppna 2010
| Roger Federer och Serena Williams, mästare i herr- respektive damsingel 2010 |  | Roger Federer och Serena Williams, mästare i herr- respektive damsingel 2010 |
| Roger Federer och Serena Williams, mästare i herr- respektive damsingel 2010 |  |                                                                              |

Australiska öppna 2010 (en: 2010 Australian Open) var 2010 års första Grand Slam-turnering i tennis. Herrsingeln vanns av Roger Federer. I damsingel vann amerikanskan Serena Williams som också var regerande mästarinna. Turneringen spelades i Melbourne (Australien) mellan den 18 och 31 januari 2010. Tävlingen var en del av samma års WTA- och ATP-tour.

## Seedning

### Herrsingel
| 1. Roger Federer (Mästare) 2. Rafael Nadal (Kvartsfinal, uppgivet på grund av knäskada) 3. Novak Đoković (Kvartsfinal) 4. Juan Martín del Potro (Fjärde omgången) 5. Andy Murray (Final) 6. Nikolay Davydenko (Kvartsfinal) 7. Andy Roddick (Kvartsfinal) 8. Robin Söderling (Första omgången) 9. Fernando Verdasco (Fjärde omgången) 10. Jo-Wilfried Tsonga (Semifinal) 11. Fernando González (Fjärde omgången) 12. Gaël Monfils (Tredje omgången) 13. Radek Štěpánek (Första omgången) 14. Marin Čilić (Semifinal) 15. Gilles Simon (Drog sig ur på grund av knäskada) 16. Tommy Robredo (Första omgången) | 1. David Ferrer (Andra omgången) 2. Tommy Haas (Tredje omgången) 3. Stanislas Wawrinka (Tredje omgången) 4. Michail Juzjnyj (Tredje omgången, drog sig ur på grund av vrist-skada) 5. Tomáš Berdych (Andra omgången) 6. Lleyton Hewitt (Fjärde omgången) 7. Juan Carlos Ferrero (Första omgången) 8. Ivan Ljubičić (Tredje omgången) 9. Sam Querrey (Första omgången) 10. Nicolás Almagro (Fjärde omgången) 11. Philipp Kohlschreiber (Tredje omgången) 12. Jürgen Melzer (Första omgången) 13. Viktor Troicki (Andra omgången) 14. Juan Mónaco (Tredje omgången) 15. Albert Montañés (Tredje omgången) 16. Jérémy Chardy (Första omgången) 17. John Isner (Fjärde omgången) |

### Damsingel
| 1. Serena Williams (Mästare) 2. Dinara Safina (Fjärde omgången, uppgivet på grund av skada) 3. Svetlana Kuznetsova (Fjärde omgången) 4. Caroline Wozniacki (Fjärde omgången) 5. Elena Dementieva (Andra omgången) 6. Venus Williams (Kvartsfinal) 7. Viktoryja Azaranka (Kvartsfinal) 8. Jelena Janković (Tredje omgången) 9. Vera Zvonareva (Fjärde omgången) 10. Agnieszka Radwańska (Tredje omgången) 11. Marion Bartoli (Tredje omgången) 12. Flavia Pennetta (Andra omgången) 13. Samantha Stosur (Fjärde omgången) 14. Maria Sharapova (Första omgången) 15. Kim Clijsters (Tredje omgången) 16. Li Na (Semifinal) | 1. Francesca Schiavone (Fjärde omgången) 2. Virginie Razzano (Första omgången) 3. Nadia Petrova (Kvartsfinal) 4. Ana Ivanović (Andra omgången) 5. Sabine Lisicki (Andra omgången) 6. Daniela Hantuchová (Tredje omgången) 7. Dominika Cibulková (Första omgången) 8. María José Martínez Sánchez (Andra omgången) 9. Anabel Medina Garrigues (Första omgången) 10. Aravane Rezaï (Andra omgången) 11. Alisa Kleybanova (Tredje omgången) 12. Elena Vesnina (Första omgången) 13. Shahar Pe'er (Tredje omgången) 14. Kateryna Bondarenko (Andra omgången) 15. Alona Bondarenko (Fjärde omgången) 16. Carla Suárez Navarro (Tredje omgången) |

Notering: Yanina Wickmayer, som skulle varit seedad som nummer 16, anmälde sig sent och spelade kvalturneringen. Hon blev inte seedad. Hon blev utslagen i fjärde omgången.

### Herrdubbel
| 1. Bob Bryan Mike Bryan (Mästare) 2. Daniel Nestor Nenad Zimonjić (Finalister) 3. Lukáš Dlouhý Leander Paes (Kvartsfinal) 4. Mahesh Bhupathi Max Mirnyi (Första omgången) 5. Łukasz Kubot Oliver Marach (Tredje omgången) 6. František Čermák Michal Mertiňák (Första omgången) 7. Mariusz Fyrstenberg Marcin Matkowski (Andra omgången) 8. Marcel Granollers Tommy Robredo (Andra omgången) | 1. Christopher Kas Dick Norman (Första omgången) 2. Julian Knowle Robert Lindstedt (Första omgången) 3. Simon Aspelin Paul Hanley (Tredje omgången) 4. Marcelo Melo Bruno Soares (Första omgången) 5. Michaël Llodra Andy Ram (Första omgången) 6. Martin Damm Filip Polášek (Andra omgången) 7. Jaroslav Levinský Travis Parrott (Första omgången) 8. James Blake Mardy Fish (Drog sig ur) 9. Jürgen Melzer Philipp Petzschner (Tredje omgången) |

### Damdubbel
| 1. Cara Black Liezel Huber (Finalister) 2. Serena Williams Venus Williams (Mästare) 3. Nuria Llagostera Vives María José Martínez Sánchez (Tredje omgången) 4. Hsieh Su-wei Peng Shuai (Tredje omgången) 5. Nadia Petrova Samantha Stosur (Första omgången) 6. Lisa Raymond Rennae Stubbs (Semifinal) 7. Alisa Kleybanova Francesca Schiavone (Kvartsfinal) 8. Bethanie Mattek-Sands Yan Zi (Kvartsfinal) | 1. Elena Vesnina Zheng Jie (Tredje omgången) 2. Sania Mirza Virginia Ruano Pascual (Tredje omgången) 3. Alla Kudryavtseva Ekaterina Makarova (Andra omgången) 4. Chuang Chia-jung Květa Peschke (Andra omgången) 5. Gisela Dulko Flavia Pennetta (Kvartsfinal) 6. Anna-Lena Grönefeld Vania King (Andra omgången) 7. Maria Kirilenko Agnieszka Radwańska (Semifinal) 8. Iveta Benešová Barbora Záhlavová-Strýcová (Andra omgången) |

### Mixed dubbel
| 1. Cara Black Leander Paes (Mästare) 2. Daniela Hantuchová Daniel Nestor (Andra omgången, drog sig ur) 3. Bethanie Mattek-Sands Bob Bryan (Andra omgången) 4. Nuria Llagostera Vives Michal Mertiňák (Första omgången) | 1. Maria Kirilenko Nenad Zimonjić (Första omgången) 2. Alisa Kleybanova Max Mirnyi (Andra omgången) 3. Lisa Raymond Wesley Moodie (Semifinal) 4. Elena Vesnina Andy Ram (Kvartsfinal) |

## Tävlingar

### Herrsingel
Roger Federer bes.  Andy Murray, 6–3; 6–4; 7–6(11)
- Detta var den 16:e Grand Slam-titeln Roger Federer tog i karriären.

### Damsingel
Serena Williams bes.  Justine Henin, 6–4; 3–6; 6–2

### Herrdubbel
Bob Bryan /  Mike Bryan bes.  Daniel Nestor /  Nenad Zimonjić, 6–3; 6–7(5); 6–3

### Damdubbel
Serena Williams /  Venus Williams bes.  Cara Black /  Liezel Huber, 6–4; 6–3

### Mixed dubbel
Cara Black /  Leander Paes bes.  Ekaterina Makarova /  Jaroslav Levinský, 7–5; 6–3